# Eva Granados
Eva Maria Granados Galiano, née le 6 janvier 1975 à Barcelone, est une syndicaliste et femme politique espagnole membre du Parti des socialistes de Catalogne (PSC).

## Origines et formation
Eva Granados naît en janvier 1975 à Barcelone, au sein d'une famille dont les grands-parents originaires d'Andalousie se sont installés à Pallejà, en Catalogne, dans les années 1950. Elle vit depuis dans le quartier ouvrier de Gornal, à L'Hospitalet de Llobregat, dans la banlieue rouge barcelonaise. Mariée à un économiste et actuaire, elle est mère d'un fils,.
Elle réalise ses études de sciences politiques et administratives à l'université de Barcelone (UB) et obtient un master en direction publique à l'École supérieure d'administration et de direction d'entreprises qu'elle complète par le programme Jaume Vicens Vives. Elle est experte en marché du travail et dialogue social de l'université complutense de Madrid ; un diplôme obtenu en collaboration avec l'école Julián Besteiro de l'Union générale des travailleurs (UGT).

## Syndicaliste de l'UGT
Lors de ses études secondaires, Eva Granados fonde l'association des étudiants de l'institut Lluís de Requesens de Molins de Rei puis devient membre de l'association des jeunes étudiants de Catalogne (AJEC), dont elle intègre la direction avec Jaume Collboni comme secrétaire général, lors de ses études universitaires. Elle y fait la connaissance de Neus Munté et Dolors Bassa. Elle est également membre du conseil des étudiants de l'université de Barcelone.
Travaillant dans le domaine de la responsabilité sociétale des entreprises (RSE) pour la multinationale française Alstom, Eva Granados cumule ses fonctions avec celle de syndicaliste de l'UGT. Elle devient membre de la direction de l'UGT de Catalogne en 2002 en tant que responsable de l'Emploi, puis responsable de la Politique institutionnelle ensuite. Lors du 13e congrès du syndicat en avril 2009, le secrétaire général Josep Maria Álvarez modifie la structure de la direction et confie à Eva Granados le poste de vice-secrétaire générale chargée de l'Action syndicale, de l'Emploi et de l'Interlocution avec les administrations, faisant d'elle la « numéro trois » de la fédération catalane. Elle déclare alors que « l'UGT considère la cohabitation des générations comme un actif ». À ce poste, elle représente le syndicat au Conseil économique et social espagnol (CES), au Conseil du travail, économique et social de Catalogne (CTESC), au Conseil scolaire de Catalogne, et négocie l'accord stratégique pour l'internationalisation, la qualité du travail et la compétitivité de l'économie catalane.

## Ascension au sein du PSC

### Députée au Parlement de Catalogne
Eva Granados s'inscrit au Parti des socialistes de Catalogne en 1999 et milite dans la section de Pallejà dans la fédération du Baix Llobregat. Dans l'optique des élections catalanes du 28 novembre 2010 et alors que les socialistes sont en perte de vitesse, elle figure en 10e position sur la liste du PSC dans la circonscription de Barcelone conduite par José Montilla. Élue au Parlement de Catalogne, elle intègre la commission des Pétitions puis devient porte-parole du groupe socialiste à la commission du Bien-être, de la Famille et de l'Immigration.
Lors du 12e congrès du PSC de décembre 2011, Pere Navarro est élu premier secrétaire du parti en remplacement de José Montilla et Eva Granados devient membre de la commission exécutive en qualité de secrétaire de la thématique cohésion sociale. À peine un an plus tard, en septembre 2012, Navarro procède à un remaniement du groupe parlementaire au cours duquel Jaume Collboni devient porte-parole des élus du PSC et Eva Granados porte-parole adjointe, aux côtés de Rocío Martínez-Sampere et Montserrat Capdevila. Cette nouvelle responsabilité permet à Granados de devenir membre et deuxième vice-présidence de la députation permanente.

### Porte-parole socialiste
Lors des importantes élections catalanes du 27 septembre 2015, Eva Granados concourt en deuxième position sur la liste du candidat socialiste à la présidence de la généralité Miquel Iceta. Alors que les socialistes se trouvent dans l'opposition et que la coalition indépendantiste Ensemble pour le oui (JxSí) est au pouvoir, Iceta choisit Granados comme nouvelle porte-parole parlementaire dans une optique de transformation du parti. Elle mène alors une opposition dure au plan de rupture avec l'Espagne conduit par le président Carles Puigdemont en insistant notamment sur la division sociale entre les catalans,. Durant la période précédant la suspension de l'autonomie de la Catalogne en octobre 2017 consécutivement au vote des « lois de déconnexion » un mois plus tôt, elle administre un groupe Whatsapp qui réunit des députés de Ciudadanos, de Catalogne oui c'est possible (CSQP) et du Parti populaire catalan en vue de coordonner leur action. Elle regrette cependant que les insultes soient utilisées sur les réseaux sociaux à l'encontre des femmes comme stratégie d'opposition et demande une « meilleure éducation et pédagogie ».
Lors du congrès du PSC de novembre 2016 qui voit la réélection de Miquel Iceta face à Núria Parlon et l'accession de Salvador Illa au secrétariat à l'Organisation, Eva Granados devient secrétaire à la Politique institutionnelle, économique et sociale. Plus tard, lors du 14e congrès de décembre 2019, Granados est chargée de négocier les différents amendements au projet politique du parti et propose une modification de l'immersion linguistique afin que la langue espagnole soit enseignée au même titre que le catalan dans l'enseignement général pour qu'il ne « commence pas à devenir une langue étrangère dans certaines zones »,. À l'issue du congrès, elle est promue vice-première secrétaire et numéro deux, sous les ordres de Miquel Iceta et devant Illa.

### Deuxième vice-présidente du Parlement
Alors qu'approchent les élections parlementaires du 14 février 2021, Eva Granados est l'une des seules personnes que Miquel Iceta consulte avant de céder sa place de chef de file électoral au ministre national de la Santé Salvador Illa. Elle concourt une nouvelle fois en deuxième position sur la liste dans la circonscription de Barcelone et se trouve réélue. Son nom est proposé par le parti pour présider le Parlement de Catalogne. Le 12 mars suivant, lors de la séance d'ouverture de la XIIIe législature, elle obtient 42 voix contre 65 à sa concurrente indépendantiste Laura Borràs. Au second tour, Borràs est élue présidente avec 64 voix contre 50 pour Granados et 18 abstentions. Elle est cependant élue deuxième vice-présidente avec 50 voix, derrière la républicaine de gauche Anna Caula,. Elle est remplacée en tant que porte-parole par Alícia Romero.

### Sénatrice et porte-parole du PSOE
En juillet 2021, le président du gouvernement espagnol Pedro Sánchez réalise un important remaniement de son gouvernement de coalition au cours duquel la présidente du Sénat Pilar Llop devient ministre de la Justice. Pour la remplacer, Sánchez choisit Ander Gil, porte-parole du groupe socialiste sénatorial. Parallèlement, Eva Granados devient porte-parole du comité organisateur du 40e congrès fédéral du PSOE et rédige une partie du projet politique,.
Au début du mois de septembre suivant, le secrétaire général du PSOE annonce une profonde modification de la direction des deux groupes parlementaires et la nomination d'Héctor Gómez comme porte-parole au Congrès des députés et d'Eva Granados à la chambre haute. N'étant pas sénatrice, Eva Granados doit auparavant être désignée à cette fonction par le Parlement de Catalogne parmi les trois mandats qui correspondent de fait au PSC en raison de ses résultats électoraux. Pour permettre la désignation, Manel de la Vega — sénateur depuis novembre 2019 — démissionne de son mandat le 6 septembre afin de préparer les prochaines élections municipales,.
La désignation d'Eva Granados témoigne d'un renforcement inédit de la présence du PSC dans les institutions centrales dans la mesure où Miquel Iceta occupe le ministère de la Culture, Raquel Sánchez le ministère des Transports, Francesc Vallès le secrétariat d'État à la Communication, Meritxell Batet la présidence du Congrès des députés, Josep Borrell le poste de haut-représentant de l'Union européenne pour les affaires étrangères, Maurici Lucena la présidence de AENA et Isaías Táboas celle de Renfe Operadora.
Eva Granados est désignée sénatrice lors d'une session plénière du Parlement le 30 septembre suivant. Elle obtient alors 50 voix favorables, 20 contre et 64 abstentions. Elle renonce à son mandat de députée régionale le 5 octobre 2021 et laisse sa place à Mireia Dionisio. Elle est remplacée au poste de deuxième vice-présidente du Parlement par sa collègue Assumpta Escarp le même jour.